# هانس واناکن
هانس واناکن (انگلیسی: Hans Vanaken؛ زادهٔ ۲۴ اوت ۱۹۹۲) بازیکن فوتبال اهل بلژیک است که در پست هافبک هجومی برای باشگاه کلوب بروژ در لیگ برتر بلژیک بازی می‌کند.
از باشگاه‌هایی که در آن بازی کرده‌است می‌توان به باشگاه فوتبال لوکرن اوست والاندرن اشاره کرد.
وی همچنین در تیم‌های ملی فوتبال زیر ۲۱ سال بلژیک و بلژیک بازی کرده‌است.